# 町田站
町田站（日语：／ Machida eki */?）是一個位於東京都町田市原町田，屬於東日本旅客鐵道（JR東日本）、小田急電鐵的鐵路車站。

## 歷史

### JR東日本
- 1908年（明治41年）9月23日：橫濱鐵道原町田站開業。
- 1910年（明治43年）4月1日：出借給鐵道院。
- 1917年（大正6年）10月1日：國有化，為國有鐵道橫濱線車站。
- 1923年（大正12年）9月1日：關東大地震造成站房毀損。
- 1932年（昭和7年）10月1日：東神奈川站至本站直流電化。橫濱線從本站區隔運行系統。
- 1941年（昭和16年）4月5日：本站至八王子站直流電化，橫濱線全線電車直通運轉。
- 1972年（昭和47年）3月5日：貨運業務廢止。
- 1980年（昭和55年）4月1日：站前再開發，移至小田急線町田站側，改稱町田站。
- 1983年（昭和58年）10月31日：總站廣場開業。總站口啟用。
- 1987年（昭和62年）4月1日：國鐵分割民營化，為JR東日本車站。
- 2001年（平成13年）11月18日：IC卡Suica啟用。
- 2005年（平成17年）9月20日：為防止3號月台誤乘，更換音樂。新曲為《スプリングボックス》。
- 2006年（平成18年）
  - 2月：付費區大廳延伸工程完工。14日啟用電梯、電扶梯專用通道[1]
  - 4月：付費區大廳NEWDAYS、Beck's coffee shop等商店開幕。
- 2009年（平成21年）10月：站內多個資訊看板更新為省電型。
- 2013年（平成25年）：月台照明改用LED，中央剪票口資訊看板改裝。
- 2014年（平成26年）2月9日：總站口閘門遠距隔操作系統。除部分時段外不配置站員。
- 2016年（平成28年）12月17日：4號線車掌側試導入新型智慧型月台門[2]。
- 2017年（平成29年）
  - 7月29日：4號線除八王子方向2門以外試導入新型智慧型月台門[3]。
  - 9月23日：4號線全月台八試導入新型智慧型月台門[4]。

### 小田急電鐵
- 1927年（昭和2年）
  - 4月1日：新原町田站開業。
  - 10月15日：增加急行班次，為其停靠站。
- 1929年（昭和4年）4月1日：小田急江之島線大野信號所（現相模大野站）：片瀨江之島站通車。小田原線與江之島線的客運轉乘站為新原町田站。
- 1938年（昭和13年）4月1日：大野信號所升格為通信學校前站，兩條路線的轉乘站改為該站。
- 1944年（昭和19年）11月：因太平洋戰爭戰況惡化，中止急行班次。
- 1945年（昭和20年）6月：各站停車延伸至全線，本站為其停靠站。同時廢止「直通」班次。
- 1946年（昭和21年）10月1日：增加準急班次，為其停靠站。
- 1949年（昭和24年）10月1日：恢復急行班次，為其停靠站。
- 1955年（昭和30年）3月25日：增加通勤急行班次，為其停靠站。
- 1960年（昭和35年）
  - 3月25日：增加通勤準急班次，為其停靠站。
  - 11月：小田急Store（現小田急OX）開幕。
- 1967年（昭和42年）：浪漫特快「足柄」開始停靠本站。
- 1971年（昭和46年）：浪漫特快「朝霧」開始停靠本站。
- 1976年（昭和51年）
  - 4月11日：改稱町田站。
  - 9月23日：町田站大樓完工，小田急百貨店町田店開幕。
- 1996年（平成8年）：浪漫特快「箱根」開始停靠本站。
- 1998年（平成10年）：浪漫特快「江之島」改為不停靠本站。
- 1999年（平成11年）- 浪漫特快愛稱重整，「Support」、「Home Way」開始停靠本站。
- 2001年（平成13年）3月16日：站內設置電梯[5]。
- 2002年（平成14年）3月22日：增加湘南急行班次，為其停靠站。
- 2004年（平成16年）
  - 12月11日：浪漫特快「相模」開始停靠本站。增加快速急行、區間準急班次，為其停靠站。
- 2005年（平成17年）
  - 3月19日：50000形「VSE」操作开始同时定期列車開始停靠本站。[6]
- 2006年（平成18年）
  - 2月：站內整修工程完工。增設電扶梯與廁所整修。
  - 2月23日：站內設置自動體外心臟去顫器 (AED) 。
  - 3月：上下月台設置候車室。
- 2008年（平成20年）4月：導入新CI，更新站內資訊看板。
- 2010年（平成22年）9月：小田急TWINPAL町田（現小田急Marche町田）因車站高架橋耐震補強工程閉館。
- 2011年（平成23年）
  - 6月26日：為減緩站內人潮，3、4號月台8輛編組列車的停車位置後移約40公尺（相模大野方向）。
  - 12月7日：小田急TWINPAL町田改建的小田急Marche（日语：小田急マルシェ）町田開館。
- 2012年（平成24年）3月17日：浪漫特快「朝霧（日语：あさぎり_(列車)）」更改為不停靠本站。
- 2016年（平成29年）

- - 3月26日：改點，平日夜間有JR東日本常磐緩行線車輛停靠。常磐線車輛可與橫濱線車輛直接轉乘。
  - 8月下旬：列車資訊顯示器陸續改為全彩LED式，9月上旬完成。

## 車站結構

### JR東日本
島式月台2面4線地面車站。設有跨站式站房，北側的北口有車站大樓，南側有跨線橋往南口。
剪票口分為中央剪票口與總站口（舊原町田站附近）。中央剪票口分為北側（小田急町田站西口、巴士中心側）的中央口北口與南側（友都八喜側）的中央口南口。總站口在2014年2月9日導入車站遠距操作系統，除部分時段外不配置站員。中央剪票口附近有綠色窗口與指定席售票機。
2005年起，無障礙改建工程完工，新增電梯與電扶梯的專用通道，另外新設的大廳旁開設NewDays、BECK'S COFFEE SHOP、Juicer Bar（JEFB）等，同時廁所改建工程與空調室也陸續完成。
2016年12月17日，4號線在車掌側第一輛車廂位置試導入「智慧型月台門」。2017年7月29日4號線除八王子方向兩門外擴大導入「智慧型月台門」，2017年9月23日4號線全面試行「智慧型月台門」。
橫濱線所有定期旅客列車皆停靠本站。週六日行駛的臨時特急「濱甲斐路」也停靠本站。
本站為直營站（配置站長），作為管理站管理成瀨站、古淵站。

#### 月台配置
北口起為1號月台。外側2線（1號線與4號線）為主本線，內側2線（2號線與3號線）為副本線（待避線）。
1、2號月台的發車音樂為「Water Crown」。3號月台下行與4號月台為「Verde Rayo」。另外3號月台上行為防止誤乘，使用「スプリングボックス」作為發車音樂。
| 月台 | 路線   | 方向 | 目的地                       | 備註                            |
| ---- | ------ | ---- | ---------------------------- | ------------------------------- |
| 1、2 | 橫濱線 | 上行 | 新橫濱、東神奈川、櫻木町方向 | 部分於3號月台發車               |
| 3、4 | 橫濱線 | 下行 | 橋本、八王子方向             | 首班往八王子的列車於2號月台發車 |

（來源：JR東日本:車站構內圖 （页面存档备份，存于））
- 內側線路（待避線）的2號線可供上下行列車停靠或發車，3號線可通下行列車停靠、上下行列車發車。
- 2、3號線在夜間會停放車輛。其中，八王子至本站的末班車停靠2號線後會改作為隔天往八王子的首班車，東神奈川至本站的末班車停靠3號線會改作為隔天往東神奈川的折返列車。
- 橫濱線的自動廣播，原則上下行使用向山佳比子廣播，上行使用田中一永廣播。2017年起，1、3號線改為向山，2、4號線改為田中。

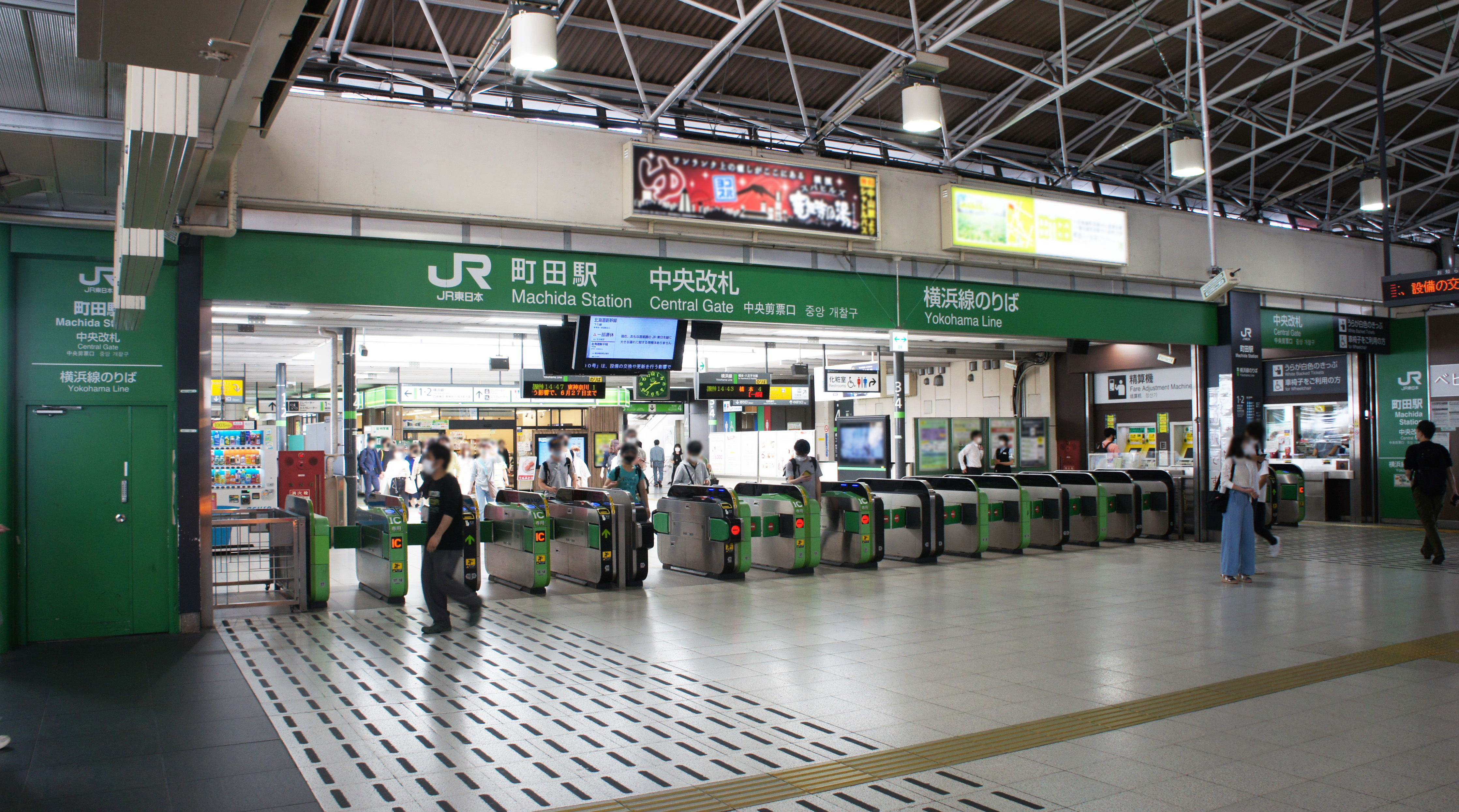
中央閘口（2021年5月）
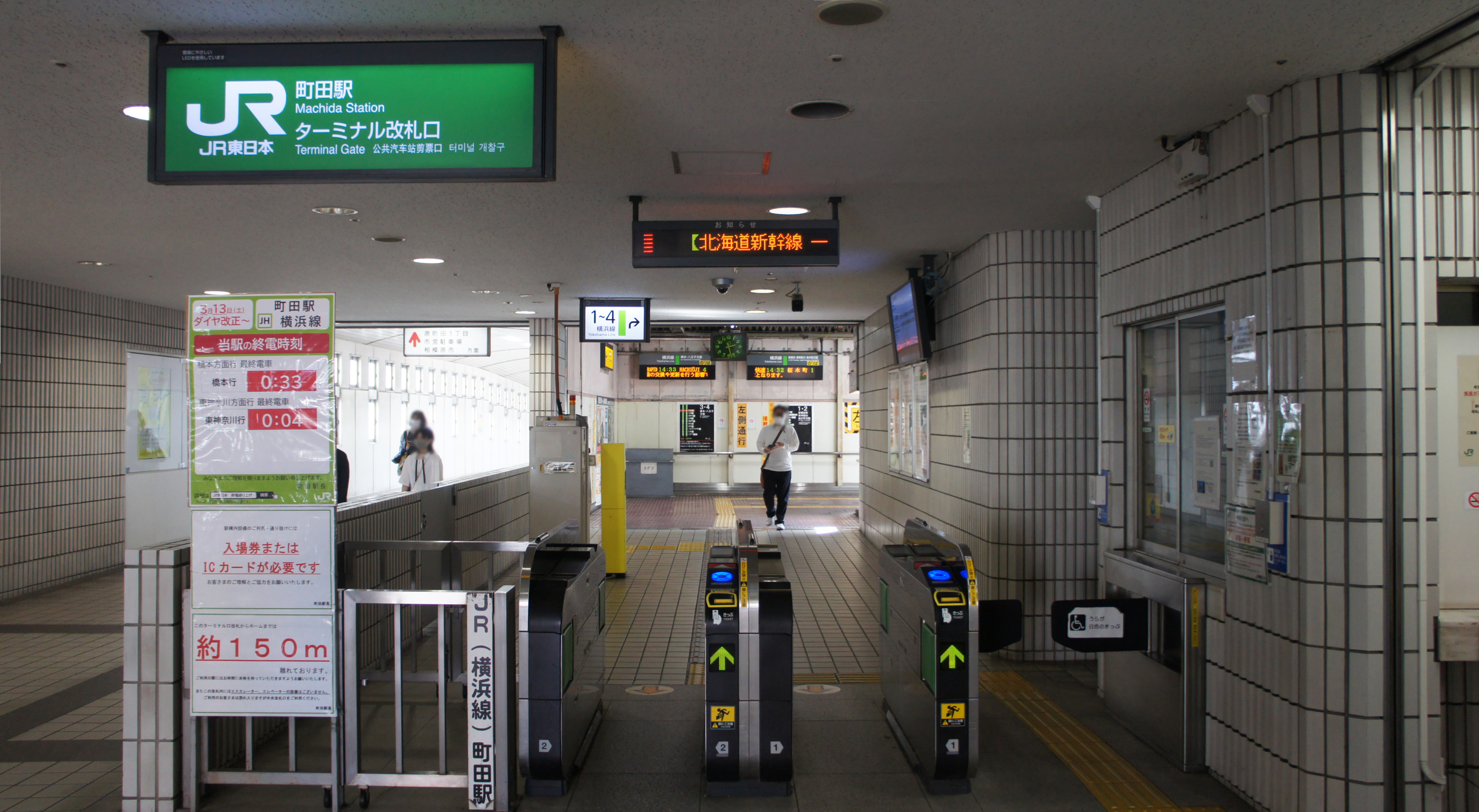
公共汽車站閘口（2021年5月）
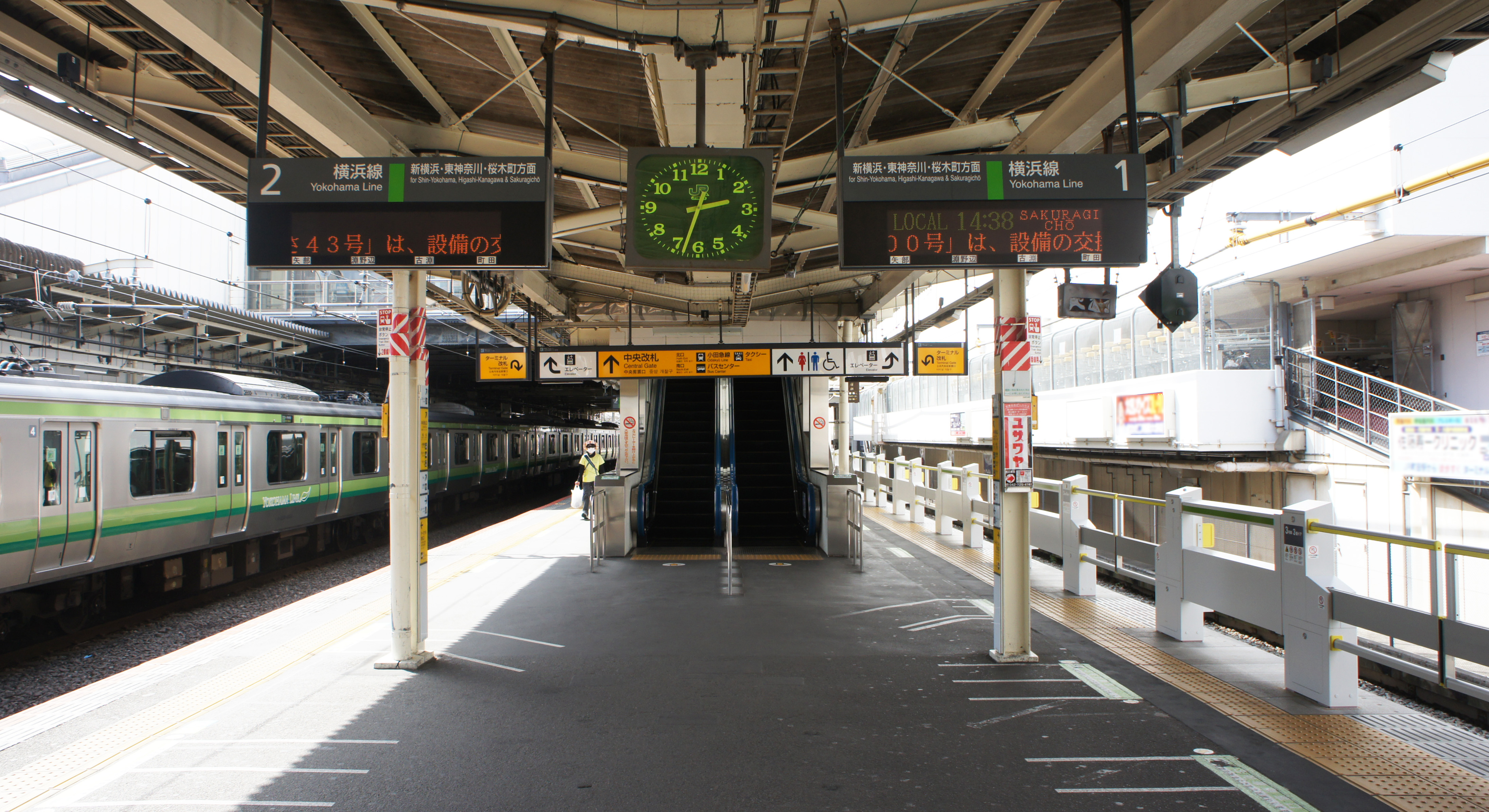
1、2號月台（2021年5月）
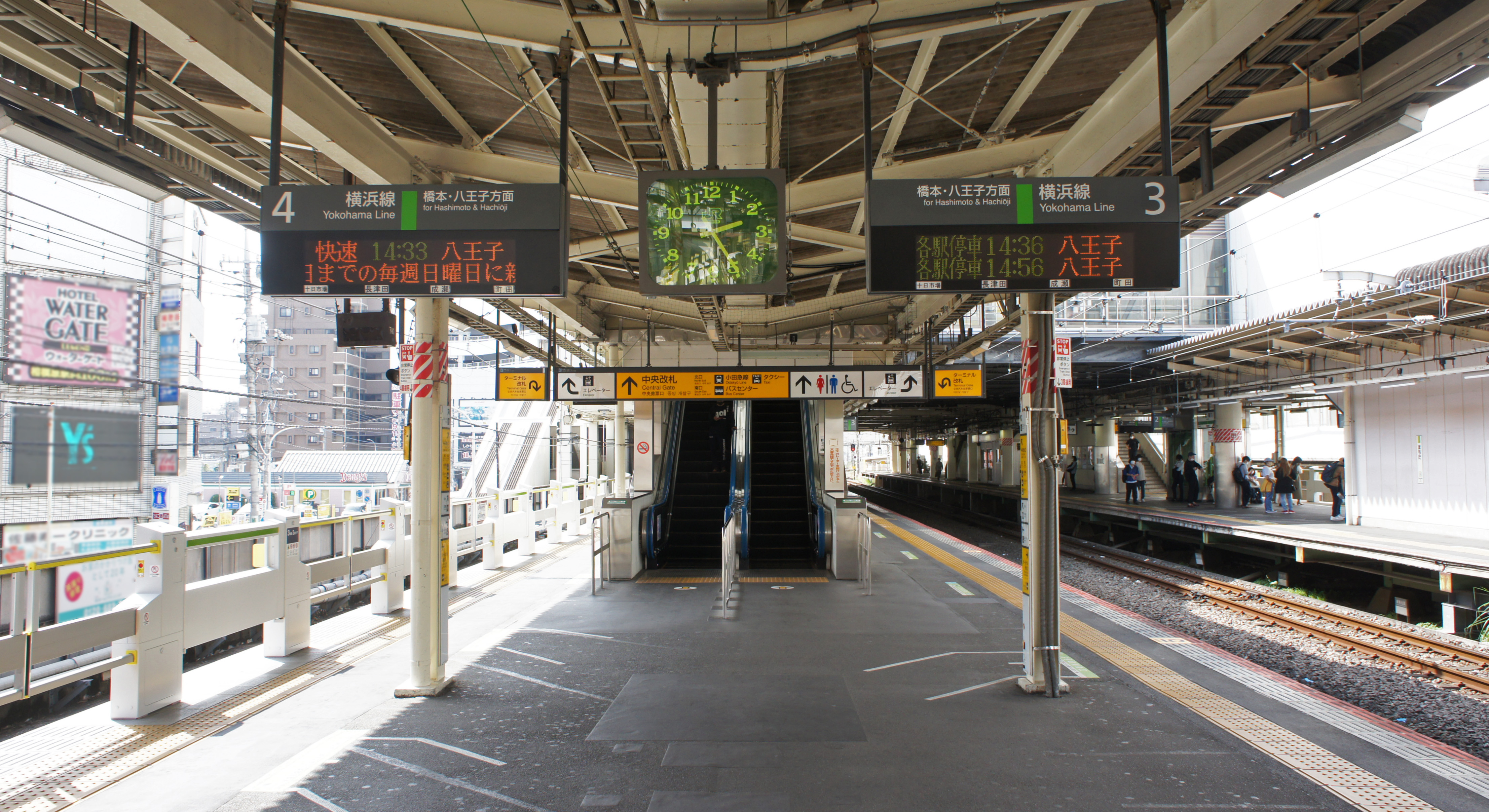
3、4號月台（2021年5月）

#### 站內設備
- 剪票口
  - 中央口剪票口
  - 總站口剪票口
- 商店
  - Coffee.Jr MACHIDA（中央口剪票口外）
  - 彩券行（同上）
  - KIOSK（同上）
  - NewDays（中央口剪票口內）
  - BECK'S COFFEE SHOP（日语：BECK'S COFFEE SHOP）（同上）
  - HONEY'S BAR（日语：ジェイアール東日本フードビジネス）（同上）
- 電梯（中央口大廳至各月台）
- 電扶梯（同上）
- 廁所（中央口剪票口內）
- 嬰兒休息室（中央口剪票口外）
- 綠色窗口（同上）
- VIEW PLAZA（日语：びゅうプラザ）（同上）
- VIEW ALTTE（日语：VIEW ALTTE） ATM（同上）
- 八千代銀行（日语：八千代銀行） ATM（同上）

#### 發車音樂
| 1・2 | JH | Water Crown                                   |
| 3    | JH | スプリングボックス（上行） Verde Rayo（下行） |
| 4    | JH | Verde Rayo                                    |

### 小田急電鐵
本站是島式月台2面4線高架車站。站房位於車站大樓（小田急百貨店）2樓與3樓之間），形成鐵路貫穿大樓的特殊造型。由於位於斜坡上，新宿側月台在地面，大廳在地下，相模大野側月台在高架上，大廳在比地面稍高的位置。
使用者多，月台寬度相比下較為狹窄。2005年至2006年進行站內整修工程，包括付費區大廳增設資訊看板與電扶梯、廁所，免費區大廳廁所整修等。
本站是小田急電鐵管區長、站長所在站，管理町田管區登戶站～本站與多摩線町田管內柿生站～本站間。
剪票口共有5處，車站大樓2樓（月台下層）大廳有西口（西南）、北口（北西）、東口（北東）、南口（東南）（括弧內為實際方位）。3樓（月台上層）有小田急百貨店口，因直通百貨店內，僅在百貨店營業時間開放。

#### 月台配置
| 月台 | 路線     | 方向 | 目的地                 |
| ---- | -------- | ---- | ---------------------- |
| 1、2 | 小田原線 | 下行 | 小田原、片瀨江之島方向 |
| 3、4 | 小田原線 | 上行 | 新宿、千代田線方向     |

- 內側2線（2、3號月台）為本線，外側2線（1、4號月台）為待避線。
- 新宿方向有1條可容納6輛編組的拖上線，來自江之島線的列車可在本站折返。

- 上行列車進入2號月台後可進行折返，變更為下行列車。2018年3月17日起，本站2號月台在早晨時段有設定上行折返下行的班次。此時，1號月台停靠浪漫特快在內的下行列車。

- 平日傍晚以後，許多車次在本站進行緩急接續。2016年3月26日改點後，午間時段的上行列車在本站等待優等列車通過。

- 本站各方向末班車與運輸混亂時使用與新宿站一樣的發車鈴。
- 2011年6月26日起，為舒緩人潮，3、4號月台8輛編組列車的停車位置往後方（相模大野方向）移動40公尺。
- 2016年8月下旬起，站內的列車資訊顯示器陸續改為全彩LED式，並在9月上旬完成。

#### 站內設備
- 剪票口5處

西剪票口、北剪票口、東剪票口、南剪票口、小田急百貨店剪票口
- 商店
  - food & heart - 2樓付費區內大廳的超商。
  - Odakyu SHOP - 各月台兩間、西剪票口外、東剪票口外、北口出口(2)附近各一間，總計7間。
- 電梯（2樓付費區內大廳 - 各月台）
- 電扶梯（2樓付費區內大廳 - 各月台、各月台→小田急百貨店剪票口）
- 廁所  - 2樓付費區內大廳、東剪票口外。
- 候車室 - 兩月台各一間，合計2間。
- 橫濱銀行ATM - 北口出口(3)附近、南剪票口前。

#### 出入口周邊
小田急電鐵町田站有多個出口。
北口出口(1)
- 羅森町田站北口店
- 箱根蕎麥麵（日语：箱根そば）町田北口店

北口出口(2)
- 大雄停車場
- 小田急巴士（日语：小田急バス）大樓

北口出口(3)
- 町田巴士中心（日语：町田バスセンター） 空中行人步道

西口出口
- JR町田站
- 町田巴士中心 空中行人步道
- 計程車乘車處
- 瑞穗銀行町田支店
- 町田modi（日语：モディ）
- 小田急Marche（日语：小田急マルシェ）町田

南口出口(1)
- 三菱東京UFJ銀行町田支店

南口出口(2)
- 吉野家小田急町田站南口店

東口出口(1)
- Carillon（カリヨン）廣場
- 町田站前交番
- 松本清町田東口店
- 瑞穗證券

東口出口(2)
- 町田地下步道
- 町田站（巴士乘車處）
- POP大樓
- 里索那銀行町田中央支店

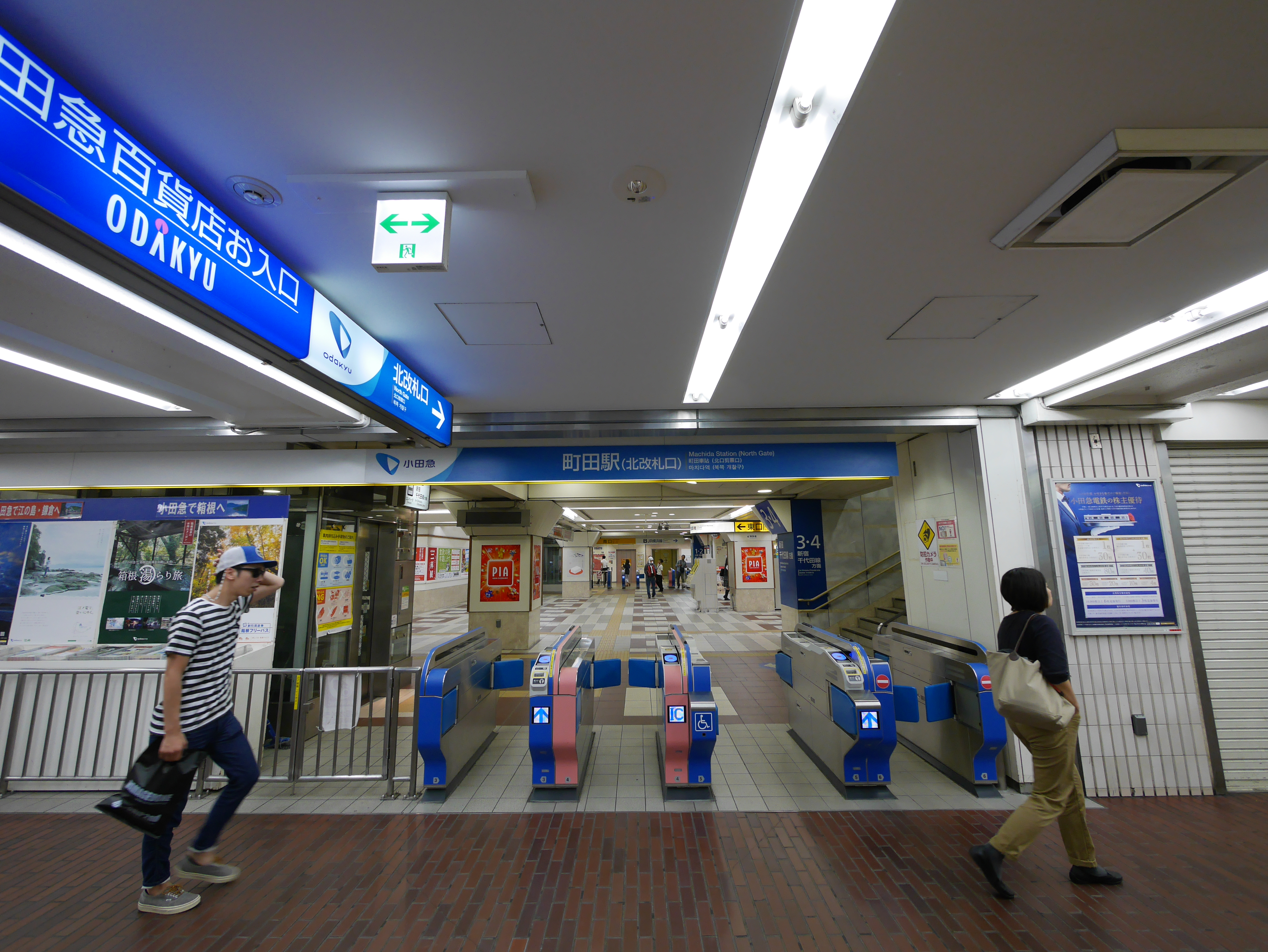
北剪票口（2015年9月12日）
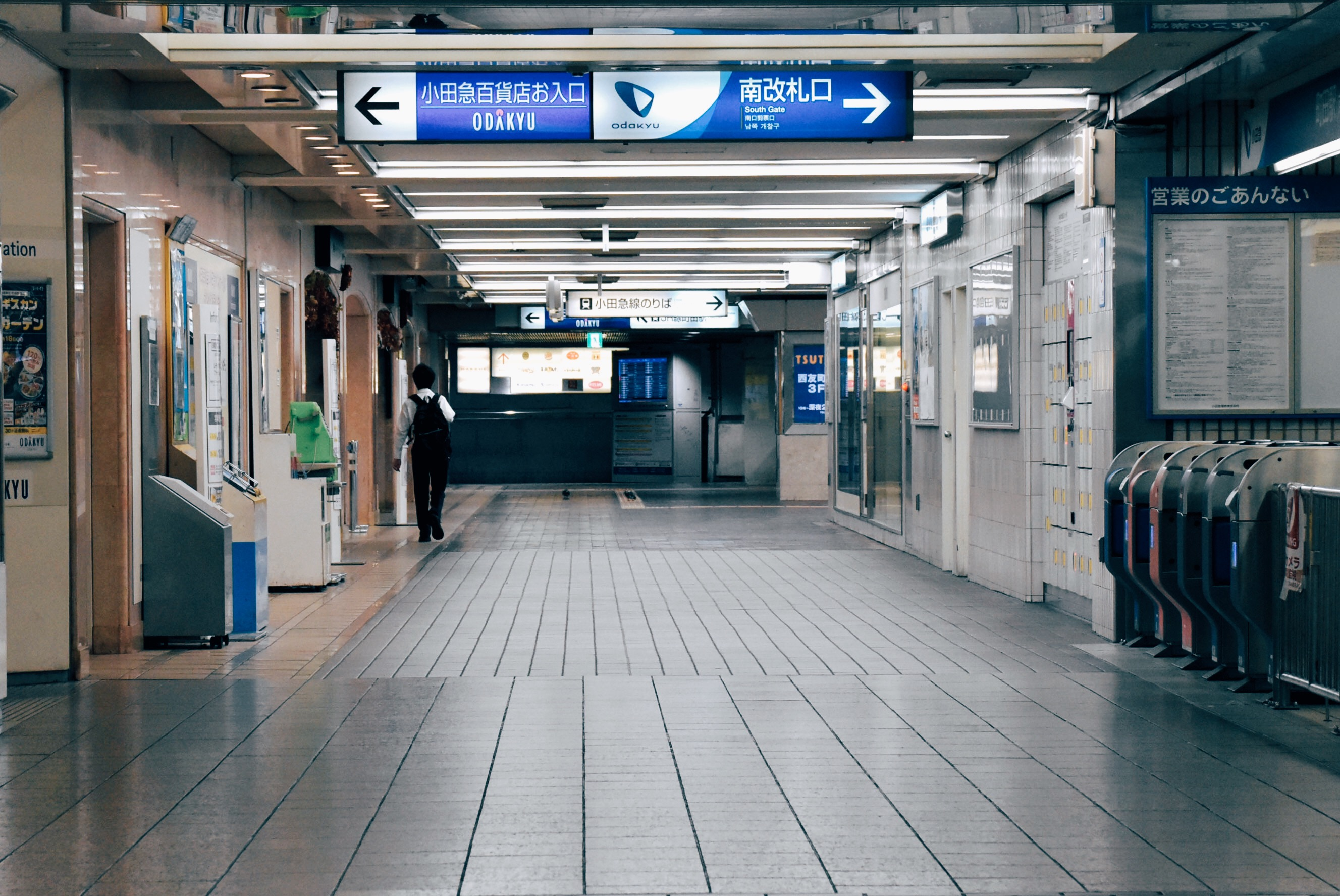
凌晨的南剪票口前通道（2017年9月4日）
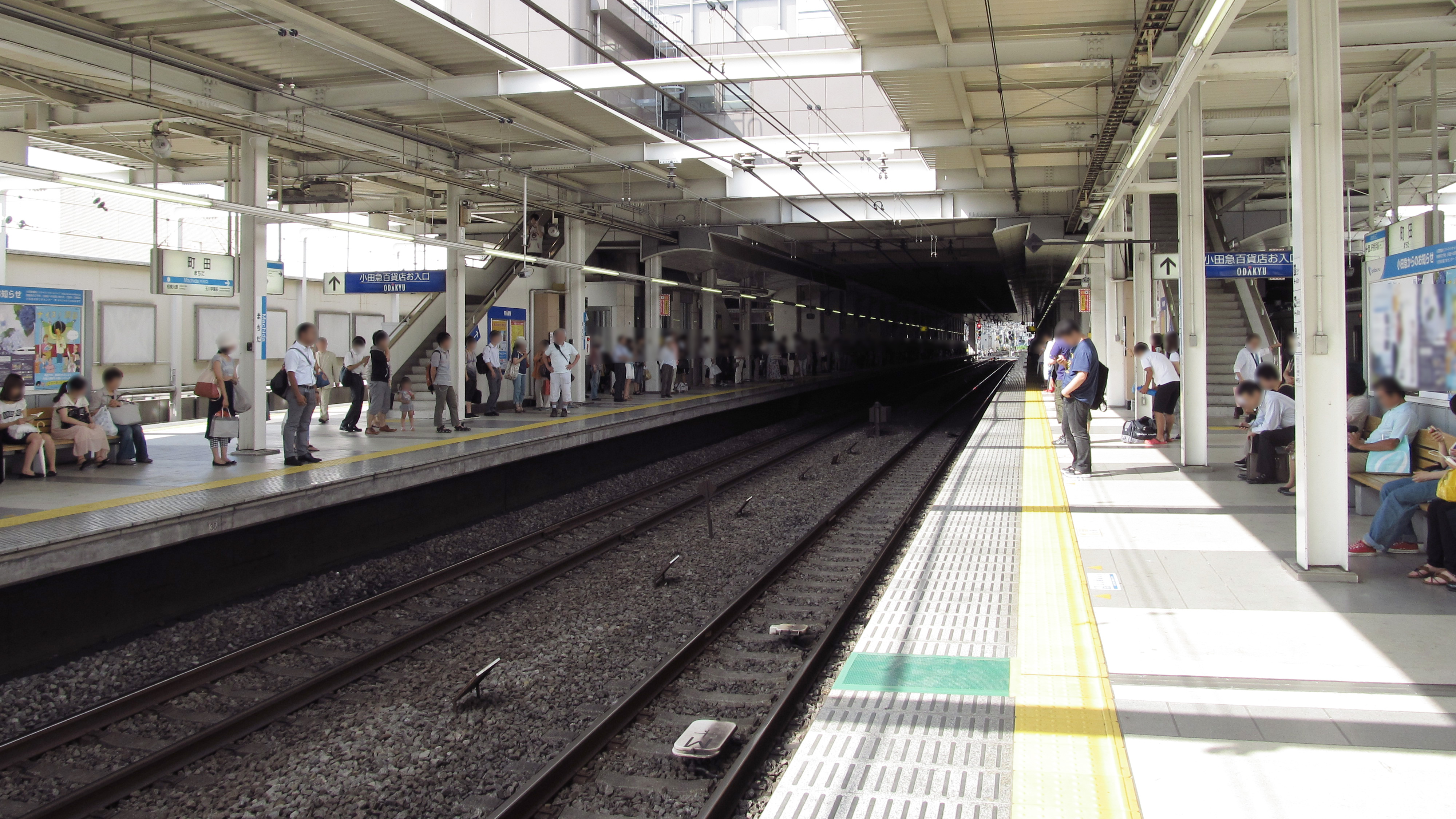
月台（2013年7月19日）
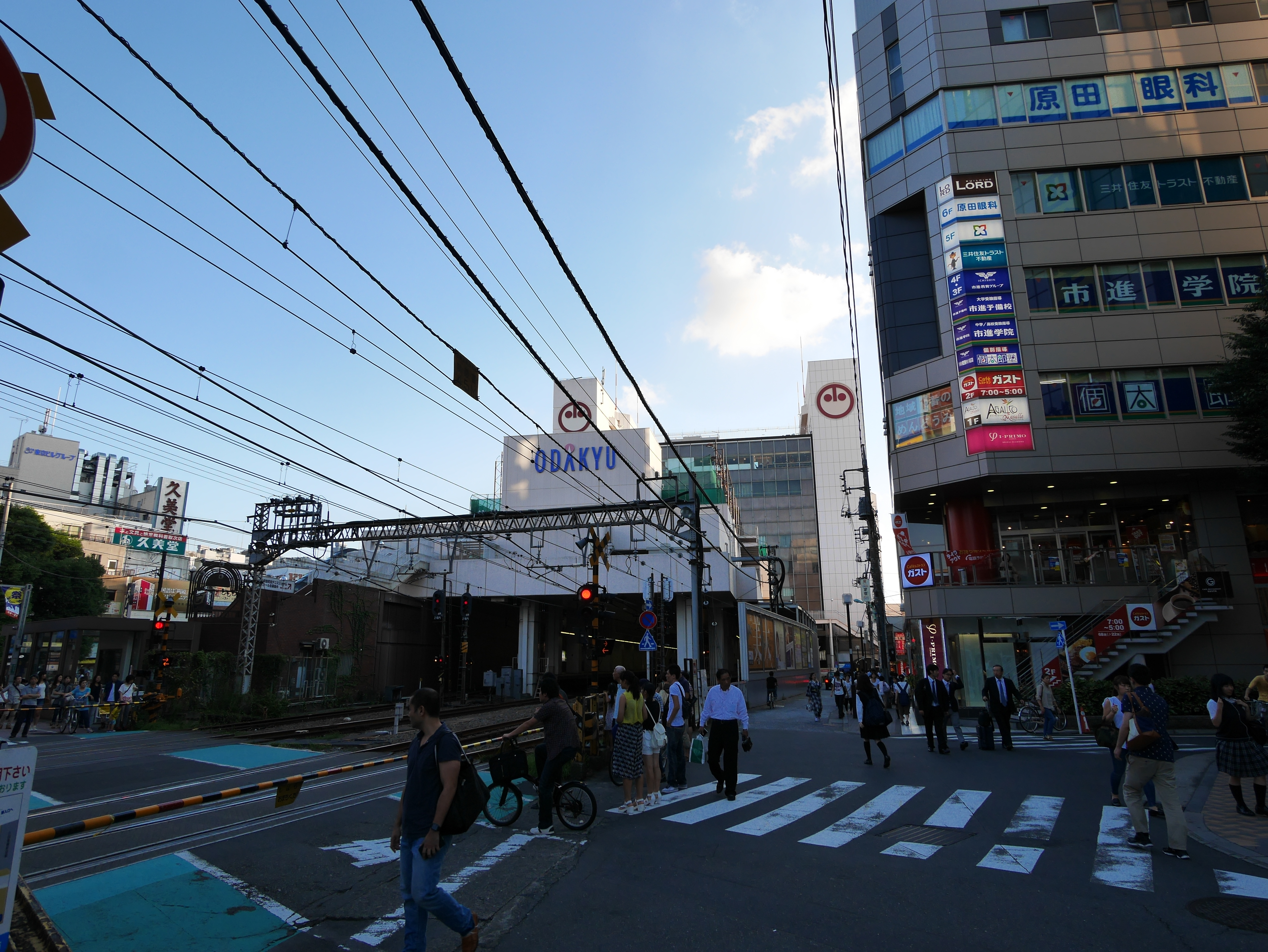
平交道（2015年9月12日）

## 使用情況
2017年度兩間公司合計1日平均上下車人次達51萬人，是多摩地域使用人數最多的鐵路車站。
- JR東日本 - 2019年度1日平均上車人次為110,899人[利用客数 1]。
該公司車站中次於國分寺站名列第30位，橫濱線車站第1位。
- 小田急電鐵 - 2017年度1日平均上下車人次為292,579人[利用客数 2]。
該公司車站中僅次於新宿站，位居第二。

各年度1日平均上下車人次如下表。
| 年度               | 小田急電鐵         | 小田急電鐵 |
| 年度               | 1日平均 上下車人次 | 增長率     |
| ------------------ | ------------------ | ---------- |
| 1928年（昭和03年） | 1,139              |            |
| 1930年（昭和05年） | 1,333              |            |
| 1935年（昭和10年） | 928                |            |
| 1940年（昭和15年） | 5,234              |            |
| 1946年（昭和21年） | 14,672             |            |
| 1950年（昭和25年） | 17,176             |            |
| 1955年（昭和30年） | 25,979             |            |
| 1960年（昭和35年） | 42,215             |            |
| 1965年（昭和40年） | 86,434             |            |
| 1970年（昭和45年） | 132,032            |            |
| 1975年（昭和50年） | 154,830            |            |
| 1980年（昭和55年） | 197,393            |            |
| 1985年（昭和60年） | 236,259            |            |
| 1989年（平成元年） | 281,813            |            |
| 1990年（平成02年） | 287,587            | 2.0%       |
| 1992年（平成04年） | 299,216            |            |
| 1993年（平成05年） | 297,703            | −0.5%      |
| 1995年（平成07年） | 292,456            |            |
| 1996年（平成08年） | 291,115            | −0.5%      |
| 1997年（平成09年） | 281,167            | −3.4%      |
| 1998年（平成10年） | 279,498            | −0.6%      |
| 1999年（平成11年） | 277,587            | −0.7%      |
| 2000年（平成12年） | 277,304            | −0.1%      |
| 2001年（平成13年） | 279,674            | 0.9%       |
| 2002年（平成14年） | 279,501            | −0.1%      |
| 2003年（平成15年） | 282,772            | 1.2%       |
| 2004年（平成16年） | 280,786            | −0.7%      |
| 2005年（平成17年） | 281,280            | 0.2%       |
| 2006年（平成18年） | 282,478            | 0.4%       |
| 2007年（平成19年） | 288,300            | 2.1%       |
| 2008年（平成20年） | 291,952            | 1.3%       |
| 2009年（平成21年） | 289,622            | −0.8%      |
| 2010年（平成22年） | 290,621            | 0.3%       |
| 2011年（平成23年） | 288,884            | −0.6%      |
| 2012年（平成24年） | 291,678            | 1.0%       |
| 2013年（平成25年） | 292,779            | 0.4%       |
| 2014年（平成26年） | 289,013            | −1.3%      |
| 2015年（平成27年） | 291,911            | 1.0%       |
| 2016年（平成28年） | 291,802            | 0.0%       |
| 2017年（平成29年） | 292,579            | 0.3%       |
| 2018年（平成30年） | 293,572            | 0.3%       |
| 2019年（令和元年） | 289,419            | −1.4%      |

### 各年度1日平均上車人次（1900年代－1930年代）
各年度1日平均上車人次如下表。
| 年度               | 橫濱鐵道   | 小田原 急行鐵道 | 來源              |
| ------------------ | ---------- | --------------- | ----------------- |
| 1908年（明治41年） | [ 備考 1 ] | 未開業          |                   |
| 1911年（明治44年） | 177        | 未開業          | [ 東京府統計 1 ]  |
| 1912年（大正元年） | 176        | 未開業          | [ 東京府統計 2 ]  |
| 1913年（大正02年） | 180        | 未開業          | [ 東京府統計 3 ]  |
| 1914年（大正03年） | 171        | 未開業          | [ 東京府統計 4 ]  |
| 1915年（大正04年） | 164        | 未開業          | [ 東京府統計 5 ]  |
| 1916年（大正05年） | 191        | 未開業          | [ 東京府統計 6 ]  |
| 1919年（大正08年） | 321        | 未開業          | [ 東京府統計 7 ]  |
| 1920年（大正09年） | 347        | 未開業          | [ 東京府統計 8 ]  |
| 1922年（大正11年） | 392        | 未開業          | [ 東京府統計 9 ]  |
| 1923年（大正12年） | 404        | 未開業          | [ 東京府統計 10 ] |
| 1924年（大正13年） | 517        | 未開業          | [ 東京府統計 11 ] |
| 1925年（大正14年） | 560        | 未開業          | [ 東京府統計 12 ] |
| 1926年（昭和元年） | 623        | 未開業          | [ 東京府統計 13 ] |
| 1927年（昭和02年） | 600        | 407             | [ 東京府統計 14 ] |
| 1928年（昭和03年） | 644        | 575             | [ 東京府統計 15 ] |
| 1929年（昭和04年） | 648        | 639             | [ 東京府統計 16 ] |
| 1930年（昭和05年） | 558        | 736             | [ 東京府統計 17 ] |
| 1931年（昭和06年） | 511        | 560             | [ 東京府統計 18 ] |
| 1932年（昭和07年） | 504        | 411             | [ 東京府統計 19 ] |
| 1933年（昭和08年） | 566        | 411             | [ 東京府統計 20 ] |
| 1934年（昭和09年） | 601        | 463             | [ 東京府統計 21 ] |
| 1935年（昭和10年） | 657        | 460             | [ 東京府統計 22 ] |

### 各年度1日平均上車人次（1953年－2000年）
各年度1日平均上車人次如下表。
| 年度               | 國鐵 / JR東日本 | 小田急電鐵 | 來源              |
| ------------------ | --------------- | ---------- | ----------------- |
| 1953年（昭和28年） | 10,471          |            | [ 東京都統計 1 ]  |
| 1954年（昭和29年） | 10,663          |            | [ 東京都統計 2 ]  |
| 1955年（昭和30年） | 10,582          |            | [ 東京都統計 3 ]  |
| 1956年（昭和31年） | 10,464          | 14,035     | [ 東京都統計 4 ]  |
| 1957年（昭和32年） | 11,261          | 15,115     | [ 東京都統計 5 ]  |
| 1958年（昭和33年） | 11,373          | 17,172     | [ 東京都統計 6 ]  |
| 1959年（昭和34年） | 12,605          | 18,701     | [ 東京都統計 7 ]  |
| 1960年（昭和35年） | 13,512          | 21,244     | [ 東京都統計 8 ]  |
| 1961年（昭和36年） | 14,313          | 24,551     | [ 東京都統計 9 ]  |
| 1962年（昭和37年） | 16,051          | 29,304     | [ 東京都統計 10 ] |
| 1963年（昭和38年） | 18,092          | 34,165     | [ 東京都統計 11 ] |
| 1964年（昭和39年） | 19,524          | 38,762     | [ 東京都統計 12 ] |
| 1965年（昭和40年） | 20,213          | 43,376     | [ 東京都統計 13 ] |
| 1966年（昭和41年） | 22,120          | 46,722     | [ 東京都統計 14 ] |
| 1967年（昭和42年） | 23,123          | 50,035     | [ 東京都統計 15 ] |
| 1968年（昭和43年） | 23,422          | 54,689     | [ 東京都統計 16 ] |
| 1969年（昭和44年） | 22,306          | 62,363     | [ 東京都統計 17 ] |
| 1970年（昭和45年） | 22,282          | 67,282     | [ 東京都統計 18 ] |
| 1971年（昭和46年） | 23,421          | 72,167     | [ 東京都統計 19 ] |
| 1972年（昭和47年） | 24,981          | 74,414     | [ 東京都統計 20 ] |
| 1973年（昭和48年） | 24,953          | 75,970     | [ 東京都統計 21 ] |
| 1974年（昭和49年） | 26,575          | 78,813     | [ 東京都統計 22 ] |
| 1975年（昭和50年） | 26,612          | 78,940     | [ 東京都統計 23 ] |
| 1976年（昭和51年） | 28,110          | 82,989     | [ 東京都統計 24 ] |
| 1977年（昭和52年） | 28,504          | 86,781     | [ 東京都統計 25 ] |
| 1978年（昭和53年） | 29,594          | 91,043     | [ 東京都統計 26 ] |
| 1979年（昭和54年） | 31,287          | 93,137     | [ 東京都統計 27 ] |
| 1980年（昭和55年） | 37,738          | 101,283    | [ 東京都統計 28 ] |
| 1981年（昭和56年） | 46,293          | 106,762    | [ 東京都統計 29 ] |
| 1982年（昭和57年） | 51,074          | 110,110    | [ 東京都統計 30 ] |
| 1983年（昭和58年） | 55,880          | 113,866    | [ 東京都統計 31 ] |
| 1984年（昭和59年） | 56,948          | 114,397    | [ 東京都統計 32 ] |
| 1985年（昭和60年） | 59,910          | 118,874    | [ 東京都統計 33 ] |
| 1986年（昭和61年） | 65,551          | 125,597    | [ 東京都統計 34 ] |
| 1987年（昭和62年） | 70,899          | 131,546    | [ 東京都統計 35 ] |
| 1988年（昭和63年） | 79,951          | 138,816    | [ 東京都統計 36 ] |
| 1989年（平成元年） | 85,740          | 141,784    | [ 東京都統計 37 ] |
| 1990年（平成02年） | 89,290          | 143,805    | [ 東京都統計 38 ] |
| 1991年（平成03年） | 93,298          | 148,423    | [ 東京都統計 39 ] |
| 1992年（平成04年） | 96,238          | 149,605    | [ 東京都統計 40 ] |
| 1993年（平成05年） | 97,827          | 149,499    | [ 東京都統計 41 ] |
| 1994年（平成06年） | 98,679          | 148,458    | [ 東京都統計 42 ] |
| 1995年（平成07年） | 99,030          | 147,071    | [ 東京都統計 43 ] |
| 1996年（平成08年） | 100,526         | 145,649    | [ 東京都統計 44 ] |
| 1997年（平成09年） | 99,594          | 142,225    | [ 東京都統計 45 ] |
| 1998年（平成10年） | 98,819          | 141,562    | [ 東京都統計 46 ] |
| 1999年（平成11年） | 99,632          | 140,210    | [ 東京都統計 47 ] |
| 2000年（平成12年） | 100,602         | 139,901    | [ 東京都統計 48 ] |

### 各年度1日平均上車人次（2001年以後）
| 年度               | JR東日本 | 小田急電鐵 | 來源              |
| ------------------ | -------- | ---------- | ----------------- |
| 2001年（平成13年） | 102,234  | 141,241    | [ 東京都統計 49 ] |
| 2002年（平成14年） | 102,890  | 140,918    | [ 東京都統計 50 ] |
| 2003年（平成15年） | 105,932  | 142,322    | [ 東京都統計 51 ] |
| 2004年（平成16年） | 104,832  | 141,466    | [ 東京都統計 52 ] |
| 2005年（平成17年） | 104,452  | 141,718    | [ 東京都統計 53 ] |
| 2006年（平成18年） | 104,576  | 142,290    | [ 東京都統計 54 ] |
| 2007年（平成19年） | 105,682  | 144,689    | [ 東京都統計 55 ] |
| 2008年（平成20年） | 108,214  | 146,233    | [ 東京都統計 56 ] |
| 2009年（平成21年） | 107,799  | 145,014    | [ 東京都統計 57 ] |
| 2010年（平成22年） | 109,077  | 145,422    | [ 東京都統計 58 ] |
| 2011年（平成23年） | 109,042  | 144,516    | [ 東京都統計 59 ] |
| 2012年（平成24年） | 110,543  | 145,827    | [ 東京都統計 60 ] |
| 2013年（平成25年） | 110,940  | 146,353    | [ 東京都統計 61 ] |
| 2014年（平成26年） | 110,223  | 144,375    | [ 東京都統計 62 ] |
| 2015年（平成27年） | 112,161  | 146,202    | [ 東京都統計 63 ] |
| 2016年（平成28年） | 112,447  | 145,800    | [ 東京都統計 64 ] |
| 2017年（平成29年） | 112,710  | 146,175    | [ 東京都統計 65 ] |
| 2018年（平成30年） | 112,540  | 146,737    | [ 東京都統計 66 ] |
| 2019年（令和元年） | 110,899  |            |                   |

備註
1. ↑  1908年9月23日開業。
2. ↑  1927年4月1日開業。

## 車站周邊
車站周邊是多摩地域重要的商業區。不僅是南多摩地域，也是神奈川縣央與橫濱市西北部（所謂的武相地域）的重要據點。
小田急線町田站周邊地區與原町田1丁目地區（JR町田站南口地區）兩地區正在研擬再開發。此外，該地也是町田市基本計畫『町田未來營造計畫』的「町田站周邊魅力提升專案」重點檢討地區。
小田急線町田站周邊地區（約1公頃）由於建物老化，也在規劃導入新巴士總站機能。原町田1丁目地區作為JR町田站南口玄關口，受限於鐵道，動線不佳，人潮不多。町田市於2018年3月擬定「JR町田站南地區社區營造整備方針」，規劃在今後5～10年推動。

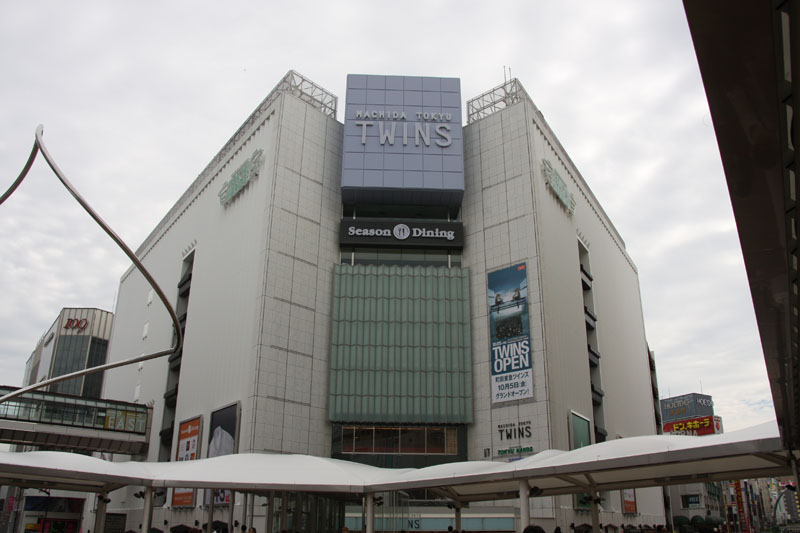
JR町田站前的町田東急TWINS

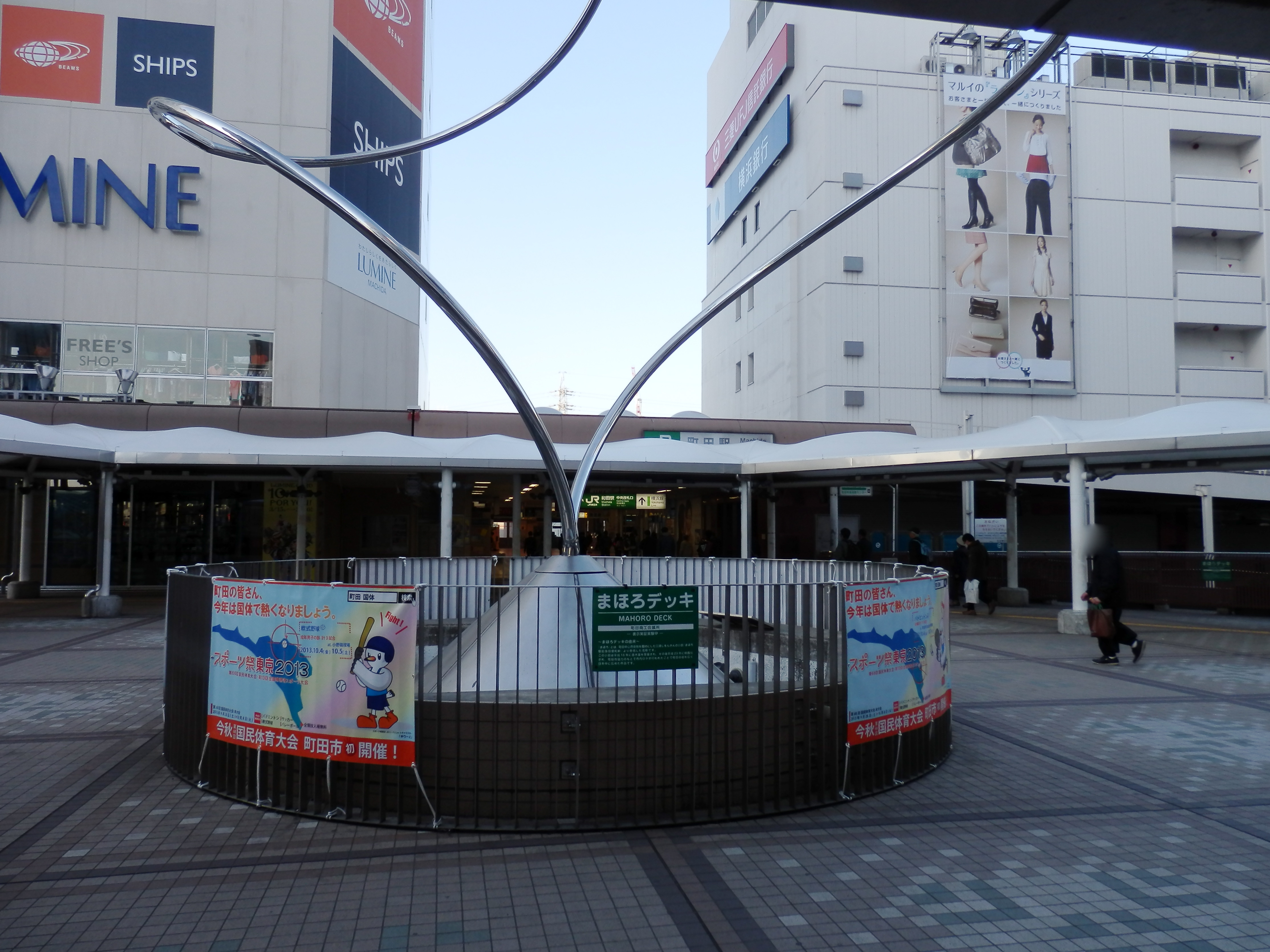
JR町田站前的雕刻作品《動く彫刻 光の舞い》

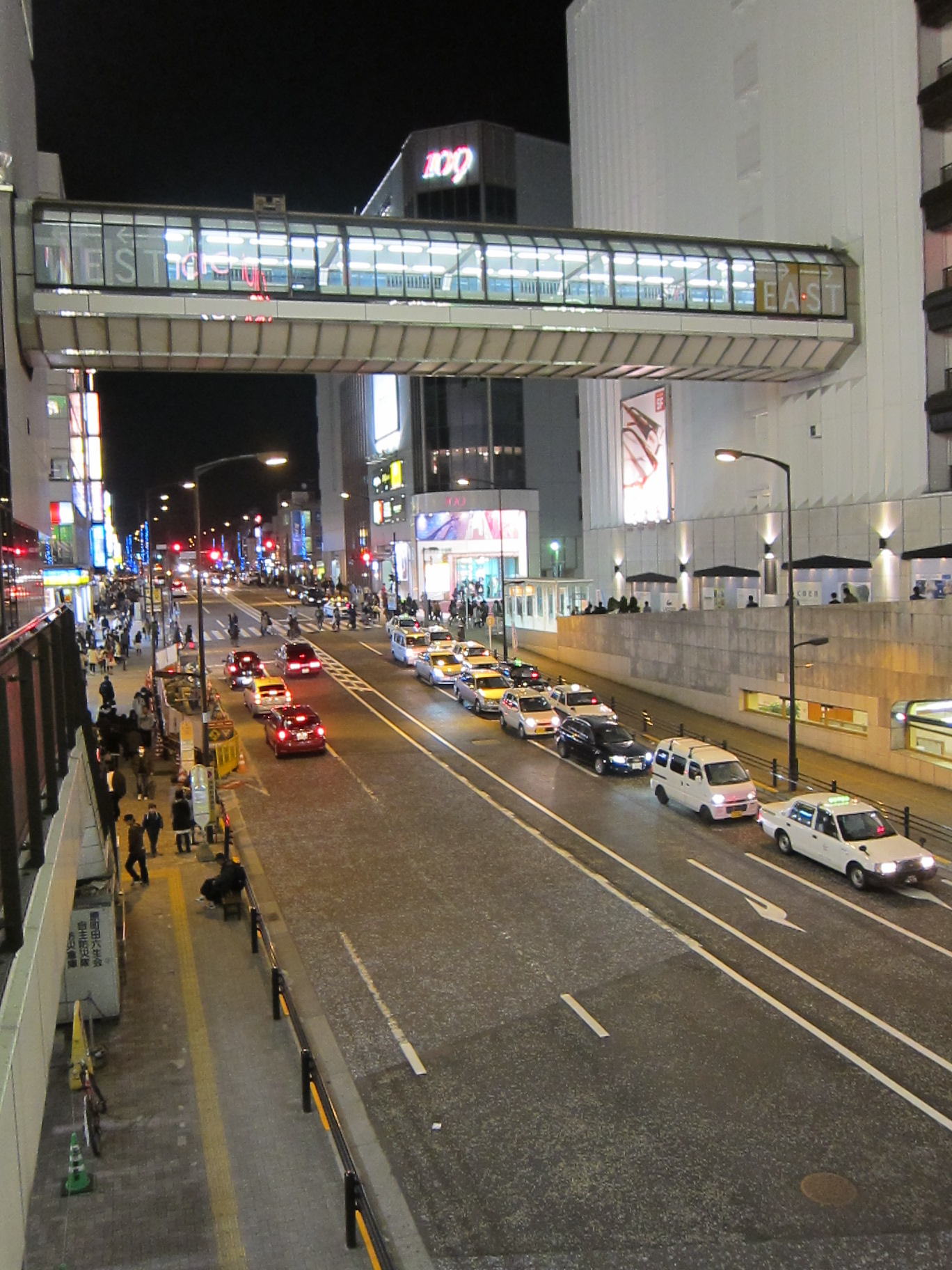
JR町田站前的原町田大通

### 商業設施
- 小田急百貨店町田店
  - 成城石井（小田急町田店、町田小田急PURRATO TERRACE店）
- 小田急Marche（日语：小田急マルシェ）町田
- 町田東急TWINS（日语：町田東急ツインズ） EAST館 
  - 東急手創館
  - 東急Store（日语：東急ストア）
- 町田東急TWINS WEST館
  - 大創百貨
  - GAP
- 109MACHIDA
  - CAN DO（日语：キャンドゥ）
- LUMINE町田店
  - Book1st（日语：ブックファースト）
  - 無印良品
  - THE GARDEN自由之丘（日语：シェルガーデン）
- 町田JORNA（日语：さいか屋）
  - GU
  - 文教堂（日语：文教堂）Hobby, animega
- 町田丸井
- 町田modi（日语：モディ）
  - Loft
  - 有隣堂
  - 淘兒唱片
- 西友町田店
  - Sofmap
  - CAN DO
- PARIO（パリオ）大樓
- POP大樓
- 友都八喜多媒體町田
- BIC CAMERA OUTLET町田店
- 唐吉訶德町田站前店
- mina町田
  - UNIQLO
  - 大創百貨
  - 富士GARDEN（日语：ニュー・クイック）
- covirna町田（コビルナ町田）
- South Front Tower町田Cielo（シエロ）
- 久美堂（日语：久美堂）（本店、小田急店、四丁目店）
- 高原書店（日语：高原書店）（舊書店）
- 安利美特町田店
- ANIBRO GAMERS（日语：ゲーマーズ）町田店
- BOOK・OFF（日语：ブックオフコーポレーション） SUPER BAZAAR 町田中央通本館、新館
- ROUND1（日语：ラウンドワン）町田店

等

### 公共設施
- 町田市役所 - 2012年7月17日從中町一丁目移至森野二丁目（町田市民會館旁）[12]。
- 町田市民會館（日语：町田市民ホール）
- 町田市役所町田站前連絡所（行政窗口）
- 町田中央公民館
- 町田市生涯學習中心
- 町田市民論壇
- 町田市民文學館KOTOBA LAND（日语：町田市民文学館ことばらんど）
- 町田市立中央圖書館（日语：町田市立中央図書館）
- 町田市立Salvia（さるびあ）圖書館
- 街之驛（日语：まちの駅）poppo（ぽっぽ）町田
- 町田市立國際版畫美術館（日语：町田市立国際版画美術館）
- PLAZA町田
  - 町田市文化交流中心
- 町田市保健所
- 國稅廳東京國稅局町田稅務署
- 町田簡易裁判所（日语：町田簡易裁判所）
- 町田合同廳舍
  - 町田區檢察廳（日语：町田区検察庁）
  - 法務省東京法務局（日语：東京法務局）町田出張所
  - 厚生勞動省東京勞動局八王子勞動基準監督署町田支署
  - 厚生勞動省東京勞動局町田公共職業安定所（HelloWork町田）
- 東京都主稅局（日语：東京都主税局）八王子都稅事務所町田都稅支所
- 東京都建設局（日语：東京都建設局）南多摩東部建設事務所
- 町田警察署（日语：町田警察署）原町田交番
- 町田警察署町田站前交番
- 町田警察署中町交番
- 町田警察署森野交番
- Safety Box Salvia（セーフティボックスサルビア）（民間交番）
- 相模原安全安心站（民間交番、相模原南警察署（日语：相模原南警察署）町田站南口臨時警備出張所）
- 東京消防廳町田消防署（日语：町田消防署）

### 公園
- 町田市立芹谷公園（日语：芹ヶ谷公園）
- 町田SHIBAHIRO（町田シバヒロ） - 町田市役所舊址的草坪廣場

### 寺院、神社
- 淨運寺
- 勝樂寺（日语：勝楽寺 (町田市)）
- 宗保院
- 町田天滿宮（日语：町田天満宮）
- 母智丘神社

### 郵局
- 町田站前郵便局
- 原町田六郵便局
- 原町田郵便局
- 町田森野郵便局
- 町田郵便局（日语：町田郵便局）
  - 郵貯銀行町田店

### 金融機関
- 三菱東京UFJ銀行
- 瑞穗銀行
- 三井住友銀行
- 里索那銀行
- 新生銀行
- 橫濱銀行
- 八千代銀行（日语：八千代銀行）
- 山梨中央銀行
- 三菱UFJ信託銀行
- 瑞穗信託銀行
- 三井住友信託銀行
- 西武信用金庫（日语：西武信用金庫）

### 預備校
- 河合塾（日语：河合塾）
- 駿台預備學校（日语：駿台予備学校）
- 城南預備校（日语：城南予備校）
- 四谷學院（日语：四谷学院）
- 早慶外語講座（日语：早慶外語ゼミ）
- 東進high school（日语：東進ハイスクール）
- 早稻田塾（日语：早稲田塾）

### 專修學校
- 大原簿記法律專門學校（日语：学校法人大原学園）町田校
- ALPHA醫療福祉專門學校（日语：アルファ医療福祉専門学校）
- 町田·設計專門學校（日语：町田・デザイン専門学校）
- 學校法人榎本學園
  - 町田調理師專門學校
  - 町田福祉保育專門學校
  - 町田美容專門學校
  - 町田製菓專門學校
- 醫療企業觀光情報專門學校（相模原市）

### 飯店、結婚場地
- 東橫INN町田站小田急線東口
- Best Western Rembrandt東京町田
- HOTEL RAPPORT千壽閣（相模原市）
- HOTEL町田VILLA
- HOTEL RESOL町田
- BUSINESS INN SUN HOTEL
- HOTEL新宿屋
- APA HOTEL（日语：アパホテル）町田站東

## 巴士路線
本站周邊有以下4個巴士站。
- 町田巴士中心 - 橫濱線中央口北口 - 小田急線西口高架下附近
- 町田總站 - 橫濱線總站口的町田總站廣場1樓
- 町田總站前 - 橫濱浜線總站口町田站前通上
- 町田站 - 小田急線東口POP大樓附近（榮通）

### 計程車
本站周邊有以下4個計程車乘車處。
- 小田急線町田站西口 - 橫濱線町田站方向通道旁樓梯下。
- JR橫濱線町田站北口 - 町田丸井側空中行人步道下橫濱銀行前。
- JR橫濱線町田站南口 - 南口東側樓梯下。
- JR橫濱線町田站總站口 - 空中行人步道西北側樓梯下Sunkus町田站前大通店前。

## 站名由來

### JR東日本
車站開設當時的站名「原町田」是以當地地名命名。之後車站移往小田急線町田站側，改稱「町田」。但改名當時國鐵已有宮原線（1937年開業→1984年廢止）「町田站」。在時任町田市長大下勝正以東北本線福島站（福島市）與大阪環狀線福島站（大阪市福島區）為例，說服國鐵修改站名。

### 小田急電鐵
設站當時，因是新成立的「原町田」站，因而命名為「新原町田」。之後隨著周邊發展，1976年4月更名為「町田」。

## 相鄰車站
東日本旅客鐵道
 橫濱線
- 特急「濱甲斐路」停車站

■快速
長津田（JH 21）－町田（JH 23）－相模原（JH 27）
■各站停車
成瀨（JH 22）－町田（JH 23）－古淵（JH 24）
 小田急電鐵
 小田原線
- □特急浪漫特快「箱根」「相模」「Morningway」部分停車站、「Homeway」「Metro Morningway」「Metro Homeway」全部列車停車站

■快速急行、■急行
新百合丘（OH 23）－町田（OH 27）－相模大野（OH 28）
□通勤準急、■準急、■各站停車（通勤準急僅上行、準急僅下行停車）
玉川學園前（OH 26）－町田（OH 27）－相模大野（OH 28）

### 使用情況
JR、私鐵1日平均使用人數
1. ↑  各駅の乗車人員 （页面存档备份，存于） - JR東日本
2. ↑  1日平均乗降人員 （页面存档备份，存于） - 小田急電鉄

JR東日本1999年度以後上車人次
1. ↑  各駅の乗車人員（1999年度） （页面存档备份，存于） - JR東日本
2. ↑  各駅の乗車人員（2000年度） 的存檔，存档日期2014-10-09. - JR東日本
3. ↑  各駅の乗車人員（2001年度） （页面存档备份，存于） （日語） - JR東日本
4. ↑  各駅の乗車人員（2002年度） （页面存档备份，存于） - JR東日本
5. ↑  各駅の乗車人員（2003年度） （页面存档备份，存于） - JR東日本
6. ↑  各駅の乗車人員（2004年度） （页面存档备份，存于） - JR東日本
7. ↑  各駅の乗車人員（2005年度） 的存檔，存档日期2014-10-09. - JR東日本
8. ↑  各駅の乗車人員（2006年度） （页面存档备份，存于） - JR東日本
9. ↑  各駅の乗車人員（2007年度） （页面存档备份，存于） - JR東日本
10. ↑  各駅の乗車人員（2008年度） （页面存档备份，存于） - JR東日本
11. ↑  各駅の乗車人員（2009年度） （页面存档备份，存于） - JR東日本
12. ↑  各駅の乗車人員（2010年度） 的存檔，存档日期2014-10-06. - JR東日本
13. ↑  各駅の乗車人員（2011年度） 的存檔，存档日期2014-10-08. - JR東日本
14. ↑  各駅の乗車人員（2012年度） 的存檔，存档日期2014-10-07. - JR東日本
15. ↑  各駅の乗車人員（2013年度） （页面存档备份，存于） - JR東日本
16. ↑  各駅の乗車人員（2014年度） （页面存档备份，存于） - JR東日本
17. ↑  各駅の乗車人員（2015年度） （页面存档备份，存于）  - JR東日本
18. ↑  各駅の乗車人員（2016年度） （页面存档备份，存于） - JR東日本
19. ↑  各駅の乗車人員（2017年度） （页面存档备份，存于） - JR東日本
20. ↑  各駅の乗車人員（2018年度） （页面存档备份，存于） - JR東日本
21. ↑  各駅の乗車人員（2019年度） （页面存档备份，存于） - JR東日本

JR、私鐵的統計資料
1. ↑  各種報告書 （页面存档备份，存于） - 関東交通広告協議会
2. 1 2  町田市統計書 （页面存档备份，存于） （日語） - 町田市

東京府統計書
1. ↑  .   [2019-03-03]. （原始内容存档于2019-02-21）.
2. ↑  .   [2019-03-03]. （原始内容存档于2019-02-21）.
3. ↑  .   [2019-03-03]. （原始内容存档于2019-02-21）.
4. ↑  .   [2019-03-03]. （原始内容存档于2019-02-21）.
5. ↑  .   [2019-03-03]. （原始内容存档于2019-02-21）.
6. ↑  .   [2019-03-03]. （原始内容存档于2019-02-21）.
7. ↑  .   [2019-03-03]. （原始内容存档于2021-12-16）.
8. ↑  .   [2019-03-03]. （原始内容存档于2021-12-16）.
9. ↑  .   [2019-03-03]. （原始内容存档于2019-02-21）.
10. ↑  .   [2019-03-03]. （原始内容存档于2019-02-21）.
11. ↑  .   [2019-03-03]. （原始内容存档于2019-02-21）.
12. ↑  .   [2019-03-03]. （原始内容存档于2019-02-21）.
13. ↑  .   [2019-03-03]. （原始内容存档于2019-02-21）.
14. ↑  .   [2019-03-03]. （原始内容存档于2019-02-20）.
15. ↑  .   [2019-03-03]. （原始内容存档于2019-02-20）.
16. ↑  .   [2019-03-03]. （原始内容存档于2019-02-20）.
17. ↑  .   [2019-03-03]. （原始内容存档于2019-02-20）.
18. ↑  .   [2019-03-03]. （原始内容存档于2019-02-20）.
19. ↑  .   [2019-03-03]. （原始内容存档于2019-02-20）.
20. ↑  .   [2019-03-03]. （原始内容存档于2019-02-19）.
21. ↑  .   [2019-03-03]. （原始内容存档于2019-02-19）.
22. ↑  .   [2019-03-03]. （原始内容存档于2019-02-19）.

東京都統計年鑑
1. ↑  昭和29年PDF - 11ページ
2. ↑  昭和29年PDF - 9ページ
3. ↑  昭和30年PDF - 9ページ
4. ↑  昭和31年PDF
5. ↑  昭和32年PDF
6. ↑  昭和33年PDF
7. ↑  .   [2017-06-20]. （原始内容存档于2016-03-05）.
8. ↑  .   [2017-06-20]. （原始内容存档于2016-03-05）.
9. ↑  .   [2017-06-20]. （原始内容存档于2015-06-29）.
10. ↑  .   [2017-06-20]. （原始内容存档于2015-06-29）.
11. ↑  .   [2017-06-20]. （原始内容存档于2015-06-29）.
12. ↑  .   [2017-06-20]. （原始内容存档于2015-06-29）.
13. ↑  .   [2017-06-20]. （原始内容存档于2016-03-05）.
14. ↑  .   [2017-06-20]. （原始内容存档于2016-03-05）.
15. ↑  .   [2017-06-20]. （原始内容存档于2016-03-05）.
16. ↑  .   [2017-06-20]. （原始内容存档于2016-03-05）.
17. ↑  .   [2017-06-20]. （原始内容存档于2016-03-05）.
18. ↑  .   [2017-06-20]. （原始内容存档于2016-03-05）.
19. ↑  .   [2017-06-20]. （原始内容存档于2015-06-29）.
20. ↑  .   [2017-06-20]. （原始内容存档于2015-06-29）.
21. ↑  .   [2017-06-20]. （原始内容存档于2015-06-29）.
22. ↑  .   [2017-06-20]. （原始内容存档于2016-03-05）.
23. ↑  .   [2017-06-20]. （原始内容存档于2016-06-02）.
24. ↑  .   [2017-06-20]. （原始内容存档于2015-06-29）.
25. ↑  .   [2017-06-20]. （原始内容存档于2016-03-05）.
26. ↑  .   [2017-06-20]. （原始内容存档于2015-06-29）.
27. ↑  .   [2017-06-20]. （原始内容存档于2016-03-05）.
28. ↑  .   [2017-06-20]. （原始内容存档于2016-03-05）.
29. ↑  .   [2017-06-20]. （原始内容存档于2016-03-05）.
30. ↑  .   [2017-06-20]. （原始内容存档于2015-06-29）.
31. ↑  .   [2017-06-20]. （原始内容存档于2015-06-29）.
32. ↑  .   [2017-06-20]. （原始内容存档于2015-06-29）.
33. ↑  .   [2017-06-20]. （原始内容存档于2016-03-05）.
34. ↑  .   [2017-06-20]. （原始内容存档于2016-03-05）.
35. ↑  .   [2017-06-20]. （原始内容存档于2015-06-29）.
36. ↑  .   [2017-06-20]. （原始内容存档于2016-03-05）.
37. ↑  .   [2017-06-20]. （原始内容存档于2016-03-05）.
38. ↑  .   [2017-06-20]. （原始内容存档于2016-03-05）.
39. ↑  .   [2017-06-20]. （原始内容存档于2016-03-05）.
40. ↑  .   [2017-06-20]. （原始内容存档于2013-08-15）.
41. ↑  .   [2017-06-20]. （原始内容存档于2013-02-03）.
42. ↑  .   [2017-06-20]. （原始内容存档于2013-02-03）.
43. ↑  .   [2017-06-20]. （原始内容存档于2013-02-03）.
44. ↑  .   [2017-06-20]. （原始内容存档于2013-02-03）.
45. ↑  .   [2017-06-20]. （原始内容存档于2016-03-04）.
46. ↑  平成10年PDF
47. ↑  平成11年PDF
48. ↑  .   [2017-06-20]. （原始内容存档于2016-03-04）.
49. ↑  .   [2017-06-20]. （原始内容存档于2016-03-04）.
50. ↑  .   [2017-06-20]. （原始内容存档于2017-07-29）.
51. ↑  .   [2017-06-20]. （原始内容存档于2017-07-29）.
52. ↑  .   [2017-06-20]. （原始内容存档于2017-07-29）.
53. ↑  .   [2017-06-20]. （原始内容存档于2017-07-29）.
54. ↑  .   [2017-06-20]. （原始内容存档于2017-07-29）.
55. ↑  .   [2017-06-20]. （原始内容存档于2017-07-29）.
56. ↑  .   [2017-06-20]. （原始内容存档于2017-07-29）.
57. ↑  .   [2017-06-20]. （原始内容存档于2016-03-26）.
58. ↑  .   [2017-06-20]. （原始内容存档于2016-03-27）.
59. ↑  .   [2017-06-20]. （原始内容存档于2016-03-25）.
60. ↑  .   [2017-06-20]. （原始内容存档于2016-03-27）.
61. ↑  .   [2017-06-20]. （原始内容存档于2016-03-22）.
62. ↑  .   [2017-06-20]. （原始内容存档于2017-07-30）.
63. ↑  .   [2017-06-20]. （原始内容存档于2018-11-09）.
64. ↑  .   [2018-11-10]. （原始内容存档于2019-05-02）.
65. ↑  .   [2020-07-30]. （原始内容存档于2019-12-03）.
66. ↑  .   [2020-07-30]. （原始内容存档于2020-08-04）.

## 外部連結
- 車站資訊（町田）：東日本旅客鐵道
- 町田 - 小田急電鐵